# The Operative: No One Lives Forever
The Operative: No One Lives Forever – gra komputerowa z gatunku first-person shooter, wyprodukowana w 2000 roku przez amerykańskie studio Monolith Productions i wydana przez Fox Interactive. Tematyką nawiązuje do filmów szpiegowskich z lat 60. XX wieku.
Bohaterką No One Lives Forever jest Cate Archer, agentka z tajemniczej organizacji Unity strzegącej pokoju na świecie. Przemierzając egzotyczne kraje w poszukiwaniu śladów międzynarodowej organizacji przestępczej, napotyka szereg agentów dążących do jej zlikwidowania. Do walki z przeciwnikami Archer używa zarówno konwencjonalnej broni, jak i gadżetów szpiegowskich, którymi okazują się przedmioty mody kobiecej.
No One Lives Forever spotkała się z bardzo przychylnym odbiorem ze strony recenzentów, którzy wielokrotnie opisywali ją jako najlepszą grę gatunku od czasów Half-Life’a. Produkcja doczekała się dwóch kontynuacji zrealizowanych przez Monolith: No One Lives Forever 2: A Spy in H.A.R.M.’s Way z 2002 roku oraz mającego charakter spin-offu Contract J.A.C.K. z 2003 roku.